# Периферија Епир
Периферија Епир (грч.  / Peripheria Ípirou -"Ípiros") је једна од 13 периферија у Грчкој. Смештена је на северозападу земље и обухвата већи део историјске покрајине Епир. Управно седиште периферије и њен највећи град је Јањина.

## Положај и управна подела периферије
Положај: Периферија Епир се граничи се са:
- север: Албанија,
- исток: периферије Западна Македонија и Тесалија,
- југ: периферија Западна Грчка,
- запад: Јонско море,

Подела: Периферија је подијељена на 4 округа:
1. Арта,
2. Јањина,
3. Превеза,
4. Теспротија.

Даља подела на општине изгледа према таблици:

## Географија
Епир (грчки континент) је планинска област, која покрива површину 9203 km² на северозападу Грчке. Са истока Епир је заштићен горостасним планинским венцем Пинда и многобројним врховима Панаетоликона, У приморју Епир плодна област са великим бројем плантажа поморанџе и лимуна, које окружују залив.
Клима у Епиру је углавном средоземна у приморском делу, док у унутрашњости и на већим надморским висинама прелази у континенталну. Вегетација се састоји углавном од жбунастог растиња. Фауна је представљена са медведима, вуковима, лисицама, срнама и рисовима.

## Историја
Погледати: Епир (историјска покрајина)

## Становништво
У периферији Епир живи око 360.000 становника (процена 2010. године). Густина насељености је мала (<40 ст./км²), а последњих година број становника стагнира. Западни, нижи делови су много боље насељени од источних, који су готово пусти (око 10 ст./км²)
Највећи број становника чине етнички Грци, али има и Влаха и Албанаца.

## Привреда
Са економског становишта периферија Епир је сиромашна област, са ситном индустријом. Због стеновитог терена, земљорадња је отежана. Гаји се дуван око Јањине, а развијен је и риболов. Ипак највећи део хране се увози из плоднијих делова Грчке.

### Туризам
Комбинација релативно мирног начина живота становника по живописним градовима и идиличним долинама са једне стране, и присуство великог броја лепих плажа Јонског мора, са друге стране, привлачи у Епир све већи број туриста, нарочита сада када је Игуменица практично постала „улазна капија“ свим моторизованим туристима из Италије који желе да обиђу Грчку. Из Игуменице веома добар пут, дужине 101 km, води до града Јањина одакле се може изабрати правац даљег путовања ка северу, а затим источно уз прелепе пределе планинског предела Пинда до Мецова, и преко пролаза Катара ка Метеорима, Трикали и Лариси све до наплатне рампе на ауто-путу Атина - Солун, или пак другим правцем, који се у сваком случају и чешће користи, а води ка југу преко Арте, Амфилохије до Агриниона, где путници могу преко новог моста могу прећи на Пелопонез.